# Schwedische Blauente

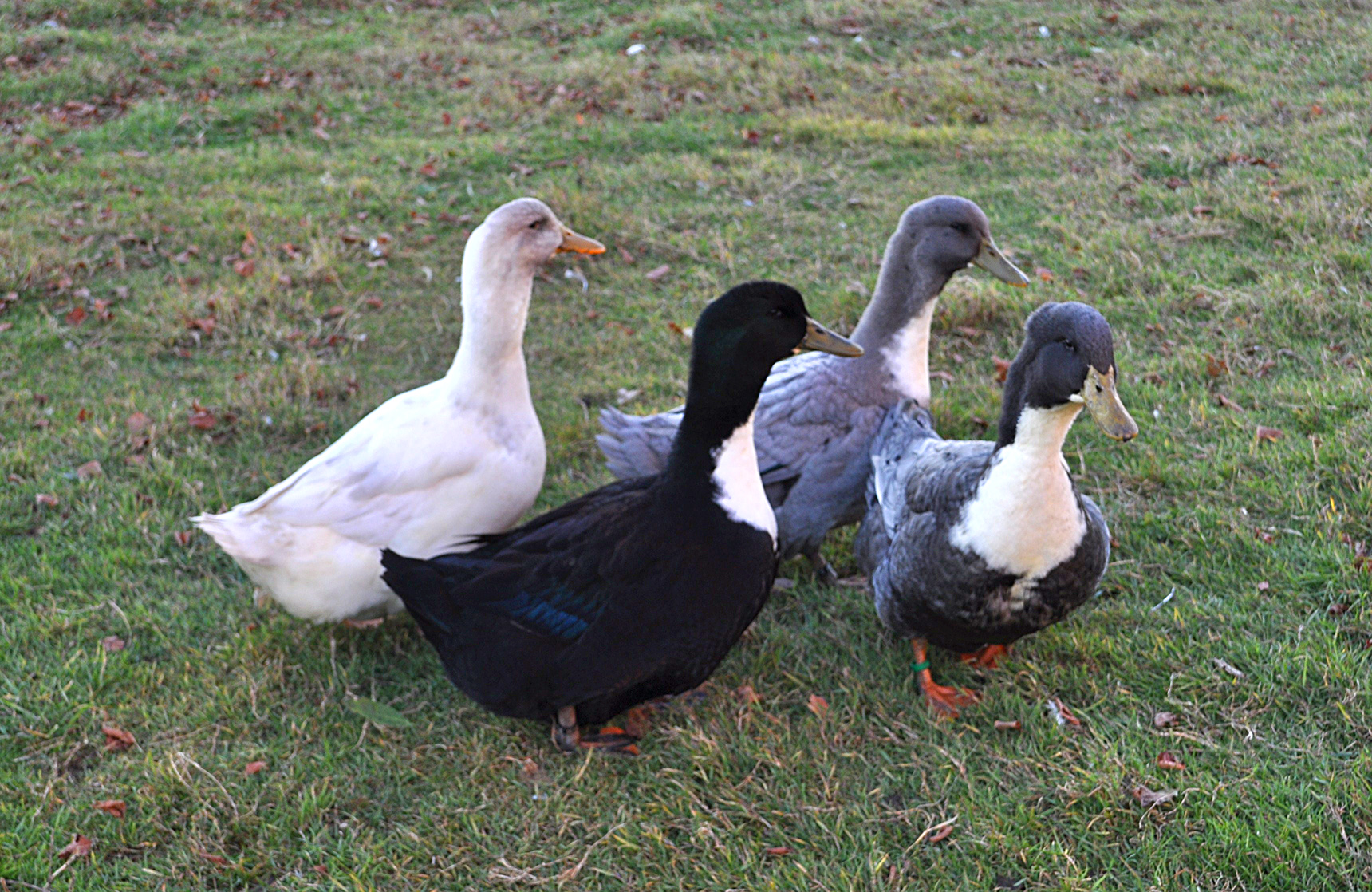
Schwedische Blauente

Die Schwedische Blauente (schw. Svensk blå anka) ist eine Hausentenrasse, die überwiegend in Schweden gehalten wird.
Die Rasse hat nicht denselben Ursprung wie die Pommernente, die außerhalb Schwedens auch als Schwedenente bekannt ist. Vielmehr wurde sie zu Beginn des 20. Jahrhunderts aus unveredelten Enten gezüchtet, die aus dem Gebiet zwischen Skanör und Göteborg an der schwedischen Westküste stammten. 1907 erfolgte erstmals die Anerkennung als eigenständige Entenrasse. In den folgenden Jahren geriet die Schwedische Blauente in Vergessenheit, was auch teilweise an einer unachtsamen Zucht mit Einmischung anderer Entenrassen, z. B. von Pekingenten, lag. Zum Ende der 1960er-Jahre galt die Rasse schon als ausgestorben, doch kurz darauf wurde bekannt, dass es noch Bestände auf Bauernhöfen in Schonen gab. Um die Bewahrung der Rasse kümmern sich derzeit verschiedene schwedische Tierparks wie Nordens Ark in Sotenäs sowie der Schwedische Landgeflügelclub.
Die Enten besitzen die blaue Farbe in ihren Erbanlagen, wobei nur etwa die Hälfte aller Exemplare deutlich blau gefärbt ist. Es kommen auch sehr häufig schwarze bzw. perlgraue Tiere oder weiße Individuen mit blauen Flecken vor. Kennzeichnend ist ein heller bis weißer Latz. Erpel sind mit einem Gewicht von 3 bis 3,5 kg (selten bis 4 kg) schwerer als Weibchen. Sie besitzen meist einen grüngelben Schnabel, wogegen der Schnabel bei Weibchen eher dunkel blaugrün ist. Weibliche Exemplare wiegen meist 2,5 bis 3 kg und selten bis 3,5 kg. Sie legen pro Jahr etwa 100 Eier, die 80 bis 90 g wiegen.